# Limonium bonduellei
Limonium bonduellei är en triftväxtart som först beskrevs av Gaspard Thémistocle Lestiboudois, och fick sitt nu gällande namn av Carl Ernst Otto Kuntze. Limonium bonduellei ingår i släktet rispar, och familjen triftväxter. Inga underarter finns listade i Catalogue of Life.